# Jean-Marie Pfaff
Jean-Marie Pfaff, född 4 december 1953, är en belgisk före detta fotbollsspelare.
Hans karriär tog fart i SK Beveren som målvakt, han började där som sexåring. Han har två titlar i belgisk fotboll, cupen (1978) och ligan (1979). 1982 började han spela i Bayern München, där vann han 3 titlar. Han var även med i VM-slutspelet och spelade för belgiska fotbollslandslaget 1982 och 1986.

## Meriter
Beveren
- Jupiler League: 1979
- Belgiska cupen: 1978

Bayern München
- Bundesliga: 1985, 1986, 1987
- DFB-Pokal: 1984, 1986